# Dioscorea sinoparviflora
Dioscorea sinoparviflora là một loài thực vật có hoa trong họ Dioscoreaceae. Loài này được C.T.Ting, M.G.Gilbert & Turland mô tả khoa học đầu tiên năm 2000.